# 로빈 킨로스
로빈 킨로스(Robin Kinross, 1949년~)는 저술가, 편집자이자 타이포그래퍼다. 영국 레딩 대학교 타이포그래피 그래픽 커뮤니케이션 학부(1975)와 대학원(1979)을 졸업하고 편집과 타이포그래피에 대한 글을 쓰기 시작했다. 1980년 노먼 포터(Norman Potter)의 『디자이너란 무엇인가: 사물, 장소, 메시지』(What is a designer: things, places, messages) 개정판을 자신의 출판사 하이픈 프레스(Hyphen Press)를 설립하여 첫 번째 책으로 출간했다. 1982년 런던에서 플루토 프레스(Pluto Press)의 정치 지도책을 위한 작업을 했고, 1980년대 후반 전성기였던 블루프린트(Blueprint)의 기자로 일했다. 1992년 『현대 타이포그래피』(Modern typography)를 써낸 뒤 출판 활동을 하며 30여 권의 타이포그래피 관련 서적을 펴냈다. 2002년에는 타이포그래피 서적인 『왼끝 맞춘 글: 타이포그래피를 보는 관점』(Unjustified texts: perspectives on typography)을 출간했다.

## 생애 및 활동
로빈 킨로스(Robin Kinross)는 1949년 영국에서 태어나 중학교 시절(15세)부터 타이포그래피에 관심을 가졌다. 학창시절(16세)에 큰 수술을 받았고, 1년간 학교에 가지 못했다. 이 사건은 그를 학교로부터 정신적으로 자유롭게 해주었다. 학교를 그만두고 런던 대학 도서관에 취직하여 책을 서가에 꽂는 일을 했고, 영문학에 관심이 있어 A-레벨 성적을 얻었다. 이후 런던 폴리 테크닉(North West London Polytechnic)에 갔으나 단순히 문학을 읽는 것에 불만을 느껴 타이포그래피를 하기 위해 레딩 대학(University of Reading)에 입학했다. 그곳의 인쇄기로 수많은 조판을 하게 된다. 인터타입, 라이노타입, 모노타입(Intertype, Linotype, Monotype)등 모든 조판 시스템에 대한 수업을 들으며 몰입했고, 이후 활동에 대한 기초를 다졌다. 문학 평론가인 FR리비스, 뉴 레프트 리뷰(New Left Review)의 마르크스주의 역사가인 페리 앤더슨(Perry Anderson)의 영향을 받았다. 리딩 대학에서 학사학위를 마친 뒤 연구를 하고 있을 때 레이븐스본(Ravensbourne)에서 몇 년 동안 주 1회 학생들을 가르쳤다. 하이픈 프레스에서 책을 내며 만난 노먼 포터와 프로샤우그(Anthony Froshaug)는 훌륭한 친구이자 동료였다. 프로샤우그는 디자이너이자 사상가로 로빈 킨로스에게 좋은 모델이 되어주었다. 출판사 하이픈 프레스의 첫 책, 『디자이너란 무엇인가: 사물, 장소, 메시지』를 펴낼 때 먼저 노먼 포터에게 절판된 책을 인쇄하면 어떻겠냐는 편지를 보냈고, 1992년 함께 출판하게 되었다. 이후 『트랜스포머: 아이소타이프 도표를 만드는 원리』를 포함한 타이포그래피 책들을 출판 하였고, 현재 영국 런던에 사무실을 두고 유럽을 중심으로 전 세계에서 활동 중이다.

## 하이픈 프레스(Hyphen Press)
하이픈 프레스(Hyphen Press)는 1980년 로빈 킨로스가 설립한 출판사이다. 주로 디자인과 타이포그래피 서적을 출판하며 음악, 문학, 철학, 건축 도서를 만든다. 1980년 하이픈 출판사에서 발행한 첫 책은 노먼 포터의  『디자이너란 무엇인가』이다. 이후 연간 2-4개의 출판물을 냈다. 작곡가 모튼 펠드먼(Morton Feldman)에 대한 책, 런던 리뷰 오브 북스(London Review of Books)에서 피터 캠밸(Peter Campbell)의 예술에 관한 에세이 모음, 과학자 어니스트 찰스 라지(Ernest Charles Large)가 1930년대에 쓴 두 편의 소설을 출판하며 디자인 영역 이외에도 출판 활동 범위를 넓혔다. 1990년대 하이픈 프레스는 타이포그래피와 관련된 출판에 집중했다. 새로운 글쓰기와 학문을 추구하며 음악에도 관심을 두어 자체 CD레이블인 하이픈 프레스 뮤직(Hyphen Press Music)을 설립했다. 2008년 바흐의 연주자들(The Bach Players)의 음악으로 하이픈 프레스 첫 번째 앨범을 발표했다. 현재까지 타이포그래피와 함께 다양한 분야의 책 30여권을 펴냈다.

### 출판목록
한국에서 번역된 도서를 우선으로 하여 하이픈 프레스 웹페이지의 출판된 서적 목록을 아래부터 위로 작성하였다.
- 『현대 타이포그래피: 비판적 역사 에세이』, 로빈 킨로스, 하이픈 프레스, 1992[2]
- 『디자이너란 무엇인가: 사물, 장소, 메시지』, 노먼 포터, 하이픈프레스, 1980[3]
- 『왼끝 맞춘 글: 타이포그래피를 보는 관점』, 로빈 킨로스, 하이픈프레스, 1994[4]
- 『트랜스포머: 아이소타이프 도표를 만드는 원리』, 마리 노이라트, 로빈 킨로스 지음, 하이픈프레스, 2009[5]
- 『파울레너: 타이포그래피 예술』, 크리스토퍼 버크, 하이픈 프레스, 2008[6]
- 『능동적 도서: 얀 치홀트와 새로운 타이포그래피』, 크리스토퍼 버크, 하이픈 프레스, 2008[7]
- Typography Papers 6: The Classical Tradition in Letters, University of Reading, 하이픈프레스, 2006
- Typography Papers: Number 7, Vervliet; H.D.L.; Howes; Justin; Kindel; Eric; Walker; Sue; Reynolds; Linda, 하이픈프레스, 2007
- Typography Papers 8: Modern typography in Britain: graphic design, politics, and society, Hall, Stuart; Stiff, Paul, 하이픈프레스, 2009
- Typography Papers 9, 하이픈 프레스, 2014
- Type spaces: in-house norms in the typography of Aldus Manutius, Burnhill, Peter, 하이픈 프레스, 2003
- Type now: a manifesto, plus work so far, Fred Smeijers, 하이픈프레스, 2008
- Typeform dialogues, Eric Kindel(editor), 하이픈 프레스, 2008
- The stroke: theory of writing, Gerrit Noordzij, 하이픈 프레스, 1985
- The real thing: essays on making in the modern world, Tanya Harrod, 하이픈 프레스, 2015
- Sugar in the air, E.C. Large, 하이픈 프레스, 2009
- Richard Hollis designs for the Whitechapel: a graphic designer and an art gallery at work in twentieth-century London, Christopher Wilson, 하이픈 프레스, 2016
- Printed matter / Drukwerk, Karel Martens with Jaap van Triest and Robin Kinross, 하이픈 프레스, 2011
- Morton Feldman says: selected interviews and lectures 1964–1987, Chris Villars(editor), 하이픈 프레스, 2006
- Models & Constructs: margin notes to a design culture, Norman Potter, 하이픈 프레스, 2001
- Karel Martens: counterprint, Karel Martens with Paul Elliman & Carel Kuitenbrouwer, 하이픈 프레스, 2007
- Jazzpaths: an American photomemento, David Wild, 하이픈 프레스, 2012
- Isotype: design and contexts, 1925–1971, Christopher Burke, Eric Kindel, Sue Walker(editors), 하이픈 프레스, 2012
- Human space, O.F. Bollnow, 하이픈 프레스, 2011
- God’s amateur: the writing of E.C. Large, Stuart Bailey & Robin Kinross, 하이픈 프레스, 2009
- From hieroglyphics to Isotype: a visual autobiography, Otto Neurath / edited by Matthew Eve & Christopher Burke, 하이픈 프레스, 2010
- Fragments of utopia: collage reflections of heroic modernism, David Wild, 하이픈 프레스, 2001
- Edward Wright: readings, writings, Petra Cerne Oven(editor), 하이픈 프레스, 2007
- Counterpunch: making type in the sixteenth century, designing typefaces now, Fred Smeijers, 하이픈 프레스, 2007
- A view of early typography: up to about 1600, Harry Carter / Introduction by James Mosley, 하이픈 프레스, 2002
- Autonomy: the cover designs of Anarchy, 1961–1970, Daniel Poyner(editor), 하이픈 프레스, 2013
- At …: writing, mainly about art, for the London Review of Books, Peter Campbell, 하이픈 프레스, 2010
- Asleep in the afternoon, E.C. Large, 하이픈 프레스, 2009
- Anthony Froshaug: Typography & texts / Documents of a life, Robin Kinross (editor), 하이픈 프레스, 2001

### 웹사이트
하이픈 프레스 최초의 웹사이트는 1998년 에릭 킨델(Eric Kindel)이 디자인, 조나단 파겔(Jonathan Pagel)이 구성했다. 2000년 여름, 맷 패터슨(Matt Patterson)의 디자인 개발로 개편되었고, 2007년 4월 제임스 킹(James King)이 다시 개편하며 웹사이트 내 온라인 상점을 열었다. 2010년 제인 쳉(Jane Cheng)이 디자인하고 구축한 웹사이트가 문을 열었고, 현재 하이픈 프레스의 웹사이트는 2013년 스튜디오 리프트(Studio Lift)의 맷 캐리(Matt Carey)와 동료들에 의해 재설계되었다.

## 현대 타이포그래피
『현대 타이포그래피: 비판적 역사 에세이』, 로빈 킨로스, 하이픈 프레스, 1992 는 로빈 킨로스가 자신의 출판사 하이픈 프레스에서 타이포그래피에 관해 직접 쓴 글을 펴낸 책으로 타이포그래피 디자인 이론의 중요한 위치에 있는 서적이다. 현대 타이포그래피에 실린 글은 대부분 1985년부터 1986년 사이에 쓰여졌다. '현대적'이라고 할 수 있는 시대(c.1700년 프랑스와 영국)부터 유럽의 타이포그래피의 역사를 근거있게 설명한다.
이 책의 타이포그래피의 역사는 타이포그래피가 인쇄와 구별되기 시작한 때, 1700년경 유럽의 계몽주의 초기와 함께 시작된다. 사용설명서, 인쇄 역사에 대한 기록이 출판되기 시작했으며 인쇄 과정은 타이포그래피에 의해 결정되었다. 명확하고 열린 의사소통을 위해 합리적 정신으로 일하려는 시도였다. 19세기에는 영국에서, 20세기에는 미국과 일부 유럽 국가의 타이포그래피가 중요하게 드러났다. 1950-60년대의 전쟁 이후 스위스의 모던타이포그래피, 미국, 영국, 독일과 주변 유럽 국가의 타이포그래피가 논의된다. 또한 최근의 사회적, 정치적, 기술적 변화와 함께 현대 타이포그래피를 고찰한다. 이 책은 타이포그래피의 역사와 문학에 대한 비판적 토론과 명백한 근거를 바탕으로 쓰여졌다.
원문은 『Modern typography: an essay in critical history』, Robin Kinross, Hyphen press, 1992이며 한국 번역본으로 『현대 타이포그래피: 비판적 역사 에세이』, 로빈 킨로스 지음, 최성민 옮김, 스펙터프레스, 2009가 있다. 2020년 디자이너 최성민이 리디자인하여 출판사 작업실유령에서 재출간 했다. 원문은 리디자인되어 같은 출판사인 하이픈 프레스에서 2004년 재출간되었다.